# Wittscher Blockplan
Als Wittsche Blockpläne (auch Witt-Designs, engl. Witt designs) werden in der endlichen Geometrie bestimmte Blockpläne bezeichnet, die 1931 von Robert Daniel Carmichael entdeckt und 1938 von Ernst Witt, nach dem sie auch benannt sind, erneut beschrieben wurden. Es handelt sich dabei zunächst um zwei 5-Blockpläne, die als kleiner bzw. großer Wittscher Blockplan bezeichnet werden. Beide sind bis auf Isomorphie die einzigen einfachen 5-Blockpläne mit der Punktanzahl 12 (kleiner) bzw. 24 (großer Wittscher Blockplan). Der kleine Wittsche Blockplan {\displaystyle \mathrm {W} _{12}} ist ein {\displaystyle 5-(12,6,1)}-Blockplan, als Steinersystem ein {\displaystyle S(5,6;12)}; der große {\displaystyle \mathrm {W} _{24}} ist ein {\displaystyle 5-(24,8,1)}-Blockplan, als Steinersystem ein {\displaystyle S(5,8;24)}.
Die Bedeutung des kleinen und großen Wittschen Blockplans liegt – für die Diskrete Mathematik – darin, dass sie jahrzehntelang die einzigen bekannten, nichttrivialen 5-Blockpläne waren und dadurch sehr ausführlich untersucht sind. In der Gruppentheorie, genauer für die Klassifikation der endlichen einfachen Gruppen, sind die beiden 5-Blockpläne und ihre Ableitungen {\displaystyle \mathrm {W} _{11},\mathrm {W} _{23},\mathrm {W} _{22}}, die häufig auch als Wittsche Blockpläne bezeichnet werden, von großer Bedeutung, da die Mathieu-Gruppen (benannt nach Émile Léonard Mathieu, das sind 5 der sporadischen einfachen Gruppen, {\displaystyle \mathbb {M} _{12},\mathbb {M} _{11},\mathbb {M} _{24},\mathbb {M} _{23},\mathbb {M} _{22}}) ihre Automorphismengruppen sind.

## Konstruktion

### Kleiner Wittscher Blockplan

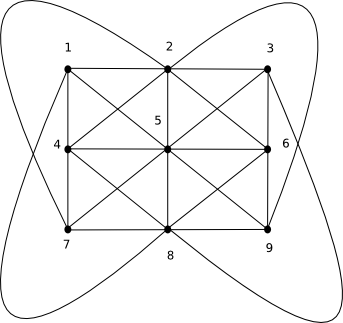
Die affine Ebene.

Geometrische Konstruktion
Der {\displaystyle 5-(12,6,1)}-Blockplan {\displaystyle \mathrm {W} _{12}=({\mathfrak {q}},{\mathfrak {B}},\in )} kann als dreifache Erweiterung der affinen Ebene der Ordnung 3, {\displaystyle A=AG_{1}(2,3)=({\mathfrak {p}},{\mathfrak {G}},\in )} (siehe die Abbildung rechts) konstruiert werden. Man macht sich dabei einige Besonderheiten dieser Ebene zunutze:
- Jedes Viereck {\displaystyle v} in {\displaystyle A} ist ein Fano-Parallelogramm, das heißt, sind {\displaystyle p_{1},p_{2},p_{3},p_{4}} die vier Ecken eines Vierecks, dann sind zwei Paare von Gegenseiten unter den sechs Seiten {\displaystyle G_{ij}=p_{i}p_{j};\;(1\leq i<j\leq 4)} parallel zueinander und das dritte Paar von Gegenseiten schneidet sich im dadurch eindeutig bestimmten Diagonalpunkt {\displaystyle d(v)}, der kein Eckpunkt ist. (Als {\displaystyle n}-Eck wird eine Menge von {\displaystyle n} Punkten von {\displaystyle A} dann bezeichnet, wenn keine 3 der Punkte kollinear sind.)
- Die Menge der 54 Vierecke in {\displaystyle A} kann so in drei Klassen {\displaystyle V_{1},V_{2},V_{3}} von je 18 Vierecken zerlegt werden, dass jede dieser Äquivalenzklassen {\displaystyle V_{j}} die folgenden Eigenschaften hat:[1]

1. Jeder Punkt von {\displaystyle A} ist in genau 8 Vierecken aus {\displaystyle V_{j}} enthalten,
2. je zwei verschiedene Punkte von {\displaystyle A} liegen in genau 3 Vierecken aus {\displaystyle V_{j}},
3. jedes Dreieck von {\displaystyle A} ist in genau einem Viereck aus {\displaystyle V_{j}} enthalten.

Nun werden der Punktmenge drei zusätzliche Punkte {\displaystyle q_{1},q_{2},q_{3}\not \in {\mathfrak {p}}} hinzugefügt {\displaystyle \left({\mathfrak {q}}={\mathfrak {p}}\cup \{q_{1},q_{2},q_{3}\}\right)} und folgende Typen von Blöcken für die neue Blockmenge {\displaystyle {\mathfrak {B}}} definiert:
1. Für jede Gerade G von A seien {\displaystyle G^{*}=G\cup \{q_{1},q_{2},q_{3}\}}
2. und {\displaystyle G^{c}={\mathfrak {p}}\setminus G} (dies sind die Punkte eines Parallelenpaars von A) Blöcke von {\displaystyle \mathrm {W} _{12}}.
3. Für jedes Viereck v von A mit {\displaystyle v\in V_{j}} seien {\displaystyle v^{*}=(v\cup \{q_{1},q_{2},q_{3}\})\setminus \{q_{j}\}}
4. und {\displaystyle v^{+}=v\cup \{d(v),q_{j}\}}  Blöcke von {\displaystyle \mathrm {W} _{12}}.

Dies ergibt für {\displaystyle \mathrm {W} _{12}} insgesamt 132 Blöcke mit je 6 Punkten: 12 für die erweiterten Geraden (1. Typ), 12 für die Komplemente der Geraden, das sind die Parallelenpaare von A (2. Typ) und je 54 für die erweiterten Vierecke (3. Typ) und die erweiterten Paare von schneidenden Geraden (4. Typ).
Die so definierte Inzidenzstruktur {\displaystyle \mathrm {W} _{12}=({\mathfrak {q}},{\mathfrak {B}},\in )} ist ein {\displaystyle 5-(12,6,1)}-Blockplan.

### Großer Wittscher Blockplan
Der große Wittsche Blockplan {\displaystyle \mathrm {W} _{24}} lässt sich als dreifache Erweiterung der projektiven Ebene {\displaystyle PG_{1}(2,4)} der Ordnung 4 konstruieren.

## Eigenschaften

### Witt-Blockpläne
- Jeder {\displaystyle 5-(12,6,1)}-Blockplan ist zu dem oben konstruierten Blockplan {\displaystyle \mathrm {W} _{12}} isomorph und jeder Automorphismus {\displaystyle \alpha } von {\displaystyle \mathrm {W} _{9}=AG_{1}(2,3)} hat eine eindeutige Fortsetzung zu einem Automorphismus {\displaystyle {\overline {\alpha }}} von {\displaystyle \mathrm {W} _{12}}. Diese Fortsetzung ist dadurch bestimmt, dass {\displaystyle \alpha } als Permutation {\displaystyle \pi \in S_{3}} auf der Menge der oben beschriebenen Vierecksklassen {\displaystyle V_{1},V_{2},V_{3}} operiert {\displaystyle \alpha (V_{i})=V_{\pi (i)},i\in \{1,2,3\}}, und dann durch {\displaystyle {\overline {\alpha }}(q_{i})=q_{\pi (i)}} fortgesetzt wird. Außerdem ist jeder {\displaystyle 4-(11,5,1)}-Blockplan isomorph zu {\displaystyle \mathrm {W} _{11}=\mathrm {W} _{12,x}}, der Ableitung des kleinen Wittschen Blockplanes an einem beliebigen Punkt x.[7]
- Der kleine Witt-Blockplan {\displaystyle \mathrm {W} _{12}} enthält genau 12 Hadamard-{\displaystyle 3-(12,3,2)}-Unterblockpläne.[8]
- Jeder {\displaystyle 5-(24,8,1)}-Blockplan ist zu dem oben konstruierten Blockplan {\displaystyle \mathrm {W} _{24}} isomorph.
- Jeder {\displaystyle 4-(23,7,1)}-Blockplan ist zur Ableitung {\displaystyle \mathrm {W} _{23}=\mathrm {W} _{24,x}}, der Ableitung des großen Wittschen Blockplanes an einem beliebigen Punkt x isomorph.[2]
- Jeder {\displaystyle 3-(22,6,1)}-Blockplan ist zur Ableitung {\displaystyle \mathrm {W} _{22}=\mathrm {W} _{24,x,y}}, der zweifachen Ableitung des großen Wittschen Blockplanes an zwei beliebigen verschiedenen Punkten x,y isomorph.[2]

### Inzidenzparameter der Wittschen Blockpläne
Die Parameter einer endlichen Inzidenzstruktur, die einer Regularitätsbedingung genügen, sind diejenigen der Inzidenzparameter {\displaystyle b_{i}} (durchschnittliche Blockanzahl durch i beliebige Punkte) bzw. {\displaystyle v_{j}} (durchschnittliche Punktzahl auf j beliebigen Blöcken), die bei allen i-elementigen Punktmengen bzw. j-elementigen Blockmengen übereinstimmenden positiven Zahlen gleichen. Beim kleinen und großen Wittschen 5-Blockplan, die beide als Inzidenzstrukturen den Typ (5,1) haben, sind dies die Parameter {\displaystyle b_{0},b_{1},\ldots b_{5}=1} und {\displaystyle v_{0},v_{1}}. Nach jeder Ableitung genügt ein Blockparameter weniger seiner Regularitätsbedingung:
Reguläre Inzidenzparameter
| Blockplan                                          | Typ als Inzidenzstruktur | b5 | b4 | b3 | b2 | b1 (r) | b0 (Gesamtblockzahl) | v2 | v1 (k) | v0 (Gesamtpunktzahl) |
| -------------------------------------------------- | ------------------------ | -- | -- | -- | -- | ------ | -------------------- | -- | ------ | -------------------- |
| {\displaystyle \mathrm {W} _{9}\cong AG_{1}(2,3)}  | (2,1)                    | -  | -  | -  | 1  | 4      | 12                   | -  | 3      |                      |
| {\displaystyle \mathrm {W} _{10}}                  | (3,1)                    | -  | -  | 1  | 4  | 12     | 30                   | -  | 4      | 10                   |
| {\displaystyle \mathrm {W} _{11}}                  | (4,1)                    | -  | 1  | 4  | 12 | 30     | 66                   | -  | 5      | 11                   |
| {\displaystyle \mathrm {W} _{12}}                  | (5,1)                    | 1  | 4  | 12 | 30 | 66     | 132                  | -  | 6      | 12                   |
| {\displaystyle \mathrm {W} _{21}\cong PG_{1}(2,4)} | (2,2)                    | -  | -  | -  | 1  | 5      | 21                   | 1  | 5      | 21                   |
| {\displaystyle \mathrm {W} _{22}}                  | (3,1)                    | -  | -  | 1  | 5  | 21     | 77                   | -  | 6      | 22                   |
| {\displaystyle \mathrm {W} _{23}}                  | (4,1)                    | -  | 1  | 5  | 21 | 77     | 253                  | -  | 7      | 23                   |
| {\displaystyle \mathrm {W} _{24}}                  | (5,1)                    | 1  | 5  | 21 | 77 | 253    | 759                  | -  | 8      | 24                   |

Außerdem lässt sich für Teilmengen {\displaystyle U\subseteq B\in {\mathfrak {B}}} eines Blockes B eine nur von der Punktzahl {\displaystyle u=|U|} abhängige Schnittzahl {\displaystyle n_{u}=n(B,U)=\left|\{Y\in {\mathfrak {B}}|B\cap Y=U\}\right|} angeben, falls {\displaystyle u\leq k} ist. Mit anderen Worten ist {\displaystyle n_{u}} die von B und U unabhängige Anzahl von Blöcken, die mit B genau alle Punkte von U gemeinsam haben. Die folgende Tabelle gibt diese Schnittzahlen an:
Schnittzahlen
| t | k | v0 | n8 | n7 | n6 | n5 | n4 | n3 | n2 | n1 | n0 |
| - | - | -- | -- | -- | -- | -- | -- | -- | -- | -- | -- |
| 2 | 3 | 9  | -  | -  | -  | -  | -  | 1  | 0  | 3  | 2  |
| 3 | 4 | 10 | -  | -  | -  | -  | 1  | 0  | 3  | 2  | 3  |
| 4 | 5 | 11 | -  | -  | -  | 1  | 0  | 3  | 2  | 3  | 0  |
| 5 | 6 | 12 | -  | -  | 1  | 0  | 3  | 2  | 3  | 0  | 1  |
| 2 | 5 | 21 | -  | -  | -  | 1  | 0  | 0  | 0  | 4  | 0  |
| 3 | 6 | 22 | -  | -  | 1  | 0  | 0  | 0  | 4  | 0  | 16 |
| 4 | 7 | 23 | -  | 1  | 0  | 0  | 0  | 4  | 0  | 16 | 0  |
| 5 | 8 | 24 | 1  | 0  | 0  | 0  | 4  | 0  | 16 | 0  | 30 |

Mit Hilfe dieser Schnittzahlen kann man die Eindeutigkeit der Wittschen Blockpläne (bis auf Isomorphie, als Blockpläne mit ihren jeweiligen Parametern) nachweisen.

### Mathieu-Gruppen
Die 5 sporadischen Mathieu-Gruppen {\displaystyle \mathbb {M} _{11},\mathbb {M} _{12},\mathbb {M} _{22},\mathbb {M} _{23},\mathbb {M} _{24}} sind die vollen Automorphismengruppen der Wittschen Blockpläne, wobei der Subskript an der Kurzbezeichnung jeweils dem Subskript des zugehörigen Witt-Blockplanes, also dessen Punktzahl v entspricht. Alle fünf sind einfache Gruppen, d. h. sie haben keine außer den trivialen Normalteilern. Rein gruppentheoretisch lässt sich der Subskript v der Mathieugruppen auch beschreiben als minimale ganze Zahl {\displaystyle v}, so dass {\displaystyle \mathbb {M} _{v}} als Permutationsgruppe auf {\displaystyle \{1,2,\ldots ,v\}} operiert, mit anderen Worten, {\displaystyle S_{v}} ist die kleinste symmetrische Gruppe, so dass ein Gruppenmonomorphismus {\displaystyle \mathbb {M} _{v}\rightarrow S_{v}} existiert. Der Parameter {\displaystyle t} des Blockplanes, der angibt, für wie viele beliebige Punkte jeweils ein gemeinsamer Block existiert, gibt gruppentheoretisch den maximalen Transitivitätsgrad der zugehörigen Mathieugruppe an, das heißt, die Gruppe operiert als {\displaystyle t}-fach, aber nicht {\displaystyle t+1}-fach transitive Permutationsgruppe auf den Punkten des entsprechenden Blockplans und kann auf keiner Menge mehr als {\displaystyle t}-fach transitiv und treu operieren.
| Mathieu-Gruppe                    | Gruppenordnung                                                            | Blockplan                         | Parameter {\displaystyle t-(v,k,\lambda )} | Steiner-Notation          |
| --------------------------------- | ------------------------------------------------------------------------- | --------------------------------- | ------------------------------------------ | ------------------------- |
| {\displaystyle \mathbb {M} _{11}} | 7920{\displaystyle =2^{4}\cdot 3^{2}\cdot 5\cdot 11}                      | {\displaystyle \mathrm {W} _{11}} | {\displaystyle 4-(11,5,1)}                 | {\displaystyle S(4,5;11)} |
| {\displaystyle \mathbb {M} _{12}} | 95040{\displaystyle =2^{6}\cdot 3^{3}\cdot 5\cdot 11}                     | {\displaystyle \mathrm {W} _{12}} | {\displaystyle 5-(12,6,1)}                 | {\displaystyle S(5,6;12)} |
| {\displaystyle \mathbb {M} _{22}} | 443520{\displaystyle =2^{7}\cdot 3^{2}\cdot 5\cdot 7\cdot 11}             | {\displaystyle \mathrm {W} _{22}} | {\displaystyle 3-(22,6,1)}                 | {\displaystyle S(3,6;22)} |
| {\displaystyle \mathbb {M} _{23}} | 10200960{\displaystyle =2^{7}\cdot 3^{2}\cdot 5\cdot 7\cdot 11\cdot 23}   | {\displaystyle \mathrm {W} _{23}} | {\displaystyle 4-(23,7,1)}                 | {\displaystyle S(4,7;23)} |
| {\displaystyle \mathbb {M} _{24}} | 244823040{\displaystyle =2^{10}\cdot 3^{3}\cdot 5\cdot 7\cdot 11\cdot 23} | {\displaystyle \mathrm {W} _{24}} | {\displaystyle 5-(24,8,1)}                 | {\displaystyle S(5,8;24)} |